# 生物带

生物带类型，每个矩形代表沉积岩体，每条线代表不同的分类单元，箭头表示第一次或最后一次出现的分类单元。

生物地层学单元（biostratigraphic units） 或“生物带”是生物地层学中根据其特征化石分类单元定义的地质地层段，而非由周围岩石的岩性定义的岩石地层单元。 
一个生物地层单位由它所含的带化石来定义，这些分类单元可能是单个分类单元或分类单元组合（如分类单元相对富集），或者与化石分布相关的变化特征。根据所选诊断标准或化石群，同一地层可能被划分为不同的带，因此，在同一层段中可能有数层，有时重叠的生物地层单元。与岩石地层单位一样，生物带也必须指定一个作为层型的类型剖面，这些层型是根据特定生物带中所发现的典型分类单元（或分类单元）所命名。
两个不同生物地层单元间的边界称为“生物面”，生物带可进一步细分为“次生物带”，而个生物带也可组合成一个“超生物带”，其中组合生物带中通常具有相关的特征。一系列连续的生物带被称为“生物分带”，由生物地层带表示的时间长度称为生物年代。

## 历史

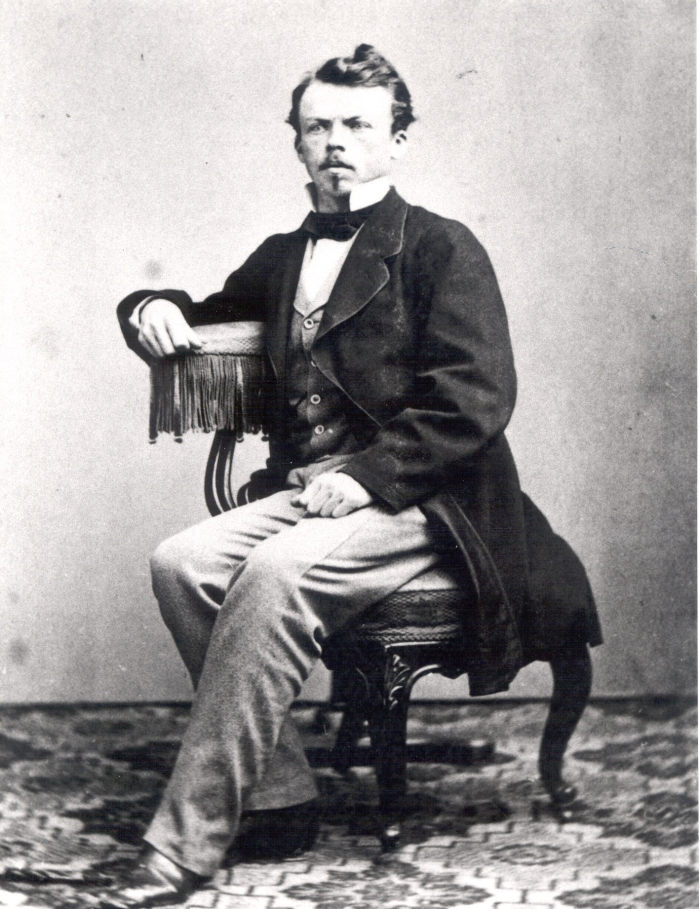
阿尔伯特·奥佩尔

生物带的概念最早是由19世纪古生物学家“阿尔伯特·奥佩尔”（Albert Oppel）提出，他通过在其中发现的化石动物物种—他称之为“带化石”来描述岩层的特征。奥佩尔的生物分带主要依据在整个欧洲都有发现的侏罗纪菊石，他将这一时期划分为33个带（现在为60个）。阿尔西德·道比尼则在《古生物地层学绪论》中进一步充实了这一概念，并进行了地质阶与生物地层学之间的比较。

## 生物带类型
国际地层委员会定义了以下类型的生物带：

### 延限带
延限带是由一个分类单元（或类群）所出现的地理和地层范围定义的生物带，又分为两种类型：

#### 分类单元延限带
一个分类单元延限带，是以首次（“第一次出现的数据”或“FAD”）和最后一次（“最后一次出现的数据”或“LAD”）所出现的单个分类单元直接定义的生物带，其边界由该特定分类单元出现的最低和最高岩层所界定，它的名称也取自所含的分类单元名。  

#### 共存延限带
一处共存延限带用到两个范围重叠的分类群，其最低边界由一个出现的分类群定义，而最高边界则以另一分类群的消失所界定，共存延限带以其中的两个分类群命名。

### 间隔带
一道间隔带被定义为介于任意选择的两个生物层之间的地层体。例如，“最高出现带”是上边界为某一分类单元外观，而下边界则是另一个分类单元外观的生物带。 

### 谱系带
谱系带，也称为“连续延限带”，属于由进化谱系中某一特定部分所定义的生物带。例如，一道谱系带可以以一个分类单元中，某一特定物种的祖先出现率最高和后代出现率最低时来划界，或者介于某一分类单元出现率最低和其后代出现率最低之间定界。谱系带不同于大多数其他的生物分带，因为它们定界所需的部分属于进化谱系中的连续环节段，这使它们类似于年代地层单位—然而，作为生物带的谱系带受到化石实际空间范围的限制。谱系区是根据它们所代表的特定分类单元所命名。

### 组合带
组合带是由三种或三种以上不同分类单元所定义的生物带，它们可能相关也可能无关。 
组合带边界由出现的典型、特定的化石组合所定义，这可能包括某些出现和消失的分类群。组合带以其组合中最具特征或诊断性的化石命名。 

### 富集带
富集带或“顶峰带”是指由特定分类单元最丰富的范围所划分的生物带，由于富集带需要所含的某特定分类单元在统计上占比要高，因此定义它们的唯一方法是通过时间追踪分类单元的丰度。但由于局部环境因素对丰度的影响，这一定义生物带的方法不太可靠。富集带以其所在范围内最丰富的分类单元命名

## 用于生物分带的带化石

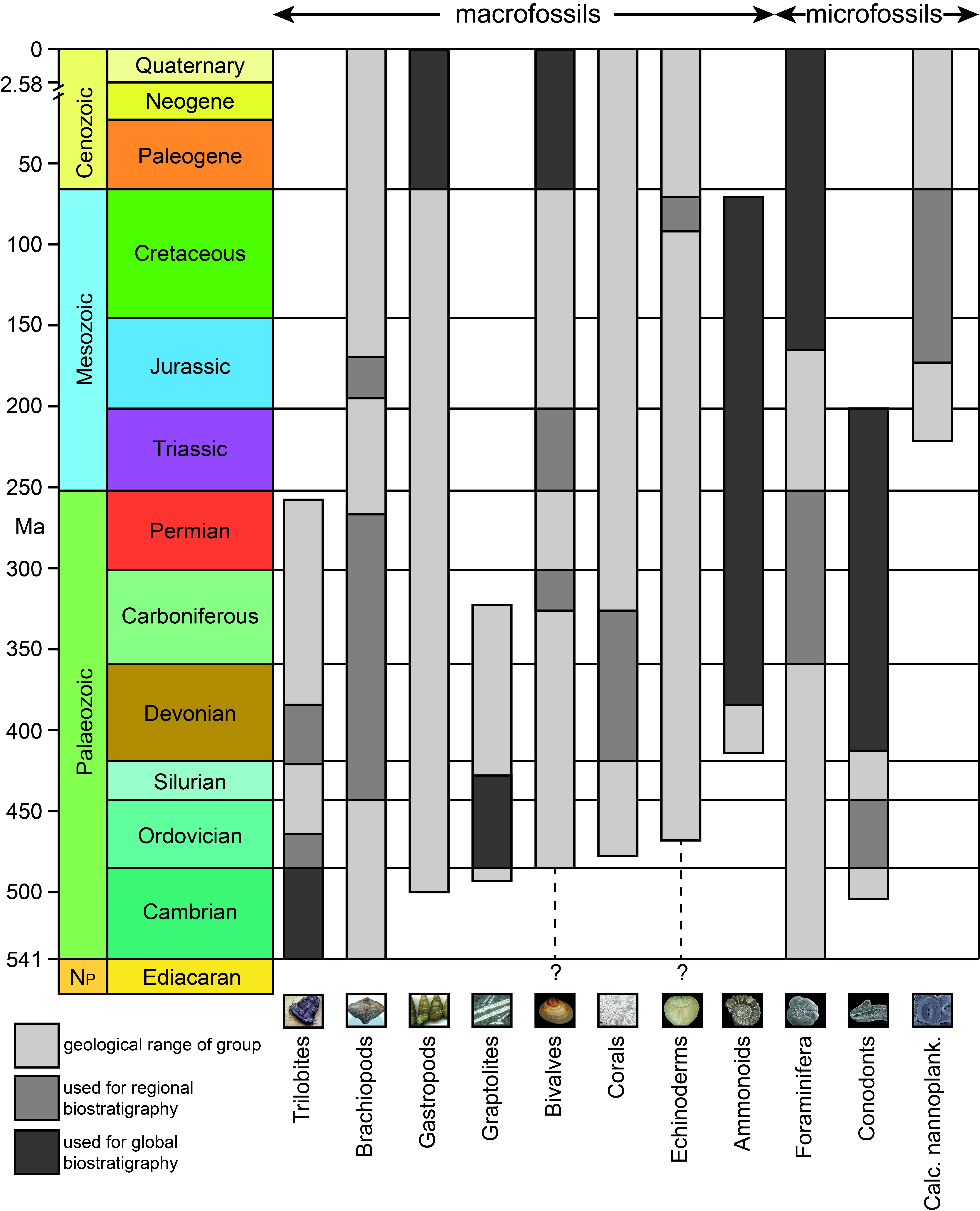
自寒武纪来的常用带化石

有多种多样的物种可用于建立生物带，笔石和菊石是一些最有用的带化石，因为它们保存完好，通常具有相对较短的生物带期。微化石，如甲鞭毛虫、有孔虫或植物花粉也是很好的候选者，因为它们往往存在于非常小的样本中，并且进化相对较快。猪和大麻化石 可用于第四纪岩石的生物分带，就像古人类使用它们一样。
由于只有一小部分化石被保存下来，生物带并不代表该物种在时间上的真实范围。此外，范围可能会受到“西格诺尔-利普斯效应”的影响，这意味着一个物种最后“消失”的时间往往比实际更晚。

## 另请查看
- 生物年代学
- 生态带
- 地方时带
- 顶峰带
- 岩石地层学
- 年代地层学